# María Polivanova
María Semiónovna Polivanova (en ruso: Мария Семёновна Поливанова; 24 de octubre de 1922-14 de agosto de 1942) fue una francotiradora soviética durante la Segunda Guerra Mundial. El 14 de agosto de 1942, junto a Natalia Kovshova, prefirió suicidarse antes que entregarse al enemigo. Por su valentía, ella y Kovshova recibieron el 14 de febrero de 1943, a título póstumo el título de Héroe de la Unión Soviética.

## Biografía

### Infancia y juventud
Polivanova nació el 24 de octubre de 1922, en el pueblo de Naryshkino, en la gobernación de Tula en la RSFS de Rusia, en el seno de una familia rusa de clase trabajadora. Tras graduarse en Spas-Konino, dirigió una sala de lectura en una granja colectiva. Se mudó al pueblo de Novye Gorki (ubicado en la actual Korolev, oblast de Moscú) y trabajó en una fábrica. En enero de 1940 fue secretaria en el departamento de soldadura del Instituto Nacional de Tecnologías de Aviación en Moscú. Lo compaginaba con la escuela nocturna ya que quería ser admitida en el Instituto de Aviación de Moscú.

### Segunda Guerra Mundial
Polivanova se unió al Ejército Rojo en junio de 1941 poco después de la invasión alemana de la Unión Soviética. Tras encargarse de la vigilancia nocturna, se preparó para ser francotiradora graduándose en agosto. En octubre se presentó como voluntaria para la 3.ª División de Fusileros Comunistas de Moscú, para defender dicha ciudad de los bombardeos alemanes. En enero de 1942, fue enviada al 528.º Regimiento de Fusileros (130.º División de Fusileros, 1.º Ejército de Choque, Frente Noroeste). Tanto Polivanova como Kovshova fueron hábiles francotiradoras e instructoras respetadas en su batallón.

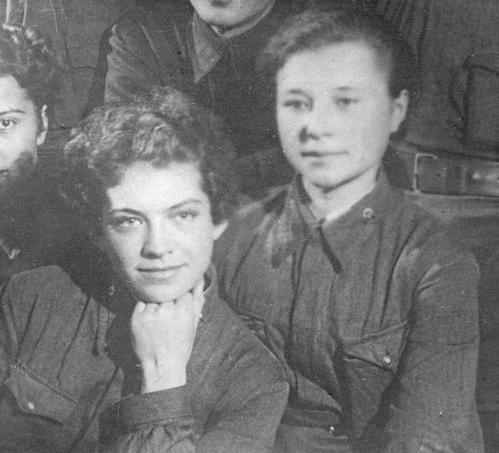
Natalia Kovshova y María Polivanova durante el período de entrenamiento en la escuela de francotiradores.

En febrero de 1942, Polivanova fue enviada al frente para luchar por el control de Novaya Russa. En la batalla de Rutchevo, bajo un intenso fuego enemigo, logró llevar a muchos soldados heridos de su unidad a un lugar seguro. Entre marzo y mayo de 1942 fue herida en batalla y trasladada a un hospital de campaña, donde Kovshova fue enviada dos días después.
En agosto de 1942, su unidad fue enviada a una ofensiva. Poco después de la batalla, el oficial al mando murió, por lo que Kovshova tomó el mando. Polivanova ayudó a Kovshova en su labor de francotiradora. Cuando las tropas alemanas iniciaron el contraataque, se dio la orden de abrir fuego contra ellos. Los alemanes, dándose cuenta de que había francotiradores en la zona, lanzaron fuego de mortero contra las posiciones soviética. Cuando el fuego se detuvo, un soldado pidió retirarse a lo que Kovshova respondió con el eslogan de la resistencia «¡Ni un paso atrás!», dictada por Stalin en la Orden 227. Las bajas se acumularon en el lado soviético, quedando solo tres francotiradores con vida, uno demasiado herido para continuar luchando y las otras dos eran Polivanova y Kovshova, también heridas, pero que continuaron combatiendo. Cuando se dieron cuenta de que se estaban quedando sin municiones mientras las fuerzas alemanas se acercaban cada vez más, detonaron la última de sus granadas, muriendo ellas y los soldados enemigos que las rodeaban.
Ambas recibieron el título de Héroe de la Unión Soviética, póstumamente el 14 de febrero de 1943, en reconocimiento a sus incansables esfuerzos en su último combate.

## Reconocimientos

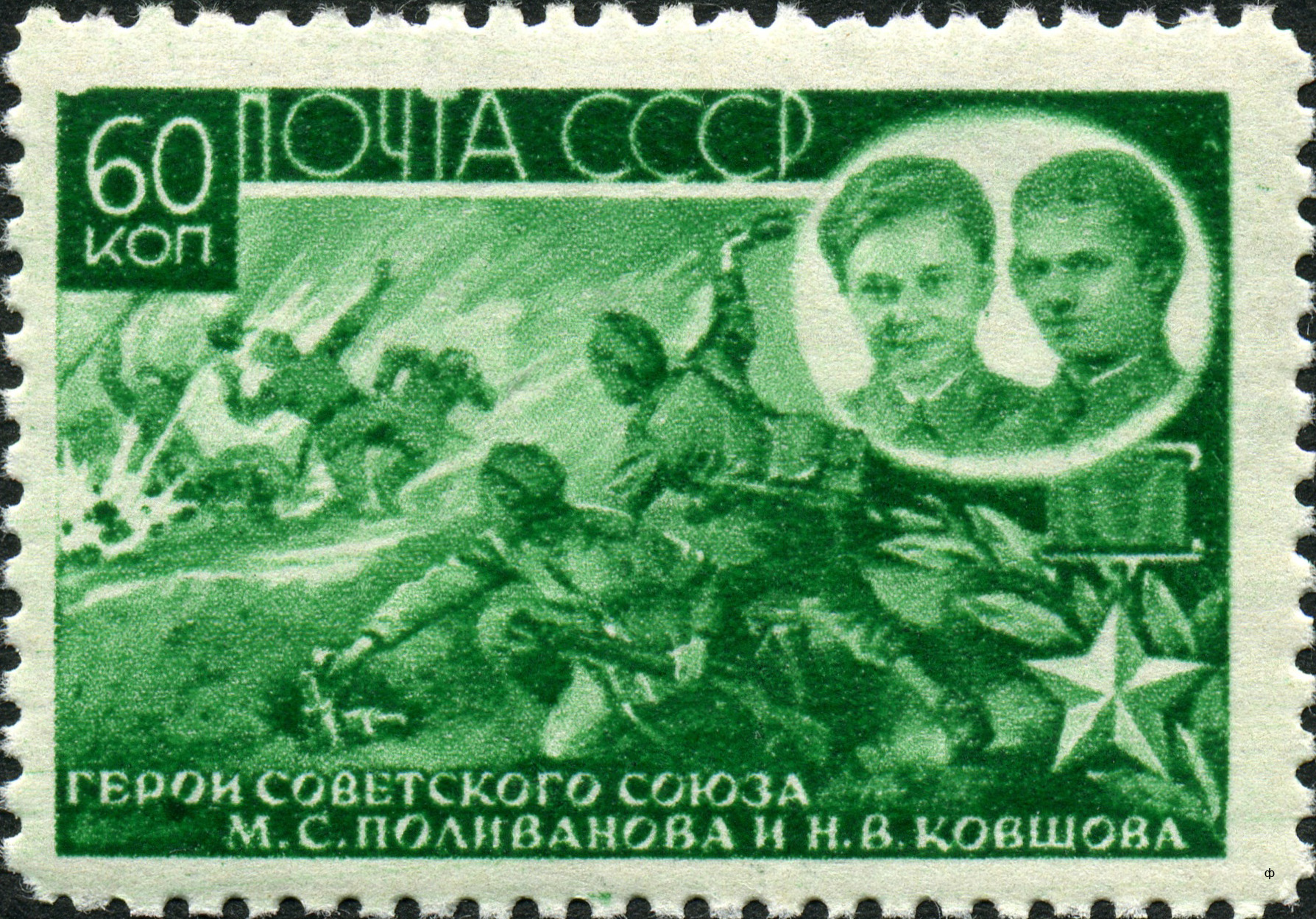
1944 Sello postal soviético que representa la última resistencia de Polivanova y Kovshova

### Condecoraciones
- Héroe de la Unión Soviética  (14 de febrero de 1943)
- Orden de Lenin (14 de febrero de 1943)
- Orden de la Estrella Roja (13 de agosto de 1942)
- Medalla por la Defensa de Moscú (1 de mayo de 1944)

### Reconocimientos
- Un sello postal soviético de 1944 muestra a Polivanova y Kovshova momentos antes de morir.
- Hay calles que llevan su nombre en Aleksin, Maryovo, Moscú, Sebastopol, Surgut y Zaluchye.

### Listas relacionadas
- Lista de heroínas de la Unión Soviética